# Antonin Moeri
Antonin Moeri, né le 5 juin 1953 à Berne, est un écrivain, acteur et traducteur Genevois.

## Biographie
Après ses premières années vécues à Mexico, Antonin Moeri suit sa scolarité sur les rives du Léman dans la région de Vevey. Adolescent, il part à Genève pour y étudier à l'Université. Après un passage à l'école d'art dramatique de Strasbourg, Antonin Moeri exerce le métier d'acteur en France et en Belgique.
Traducteur de Theodor Fontane, Robert Walser et Ludwig Hohl, Antonin Moeri publie cinq livres aux Éditions de l'Âge d'Homme et six ouvrages chez Bernard Campiche éditeur.

## Romans
- Le Fils à maman (1989) (Premier Prix au concours littéraire de la revue [VWA])
- L'Île intérieure (1990)
- Les Yeux safran (1991)
- Cahier Marine (1995)
- Igor (1998)
- Juste un jour (2007)
- Pap's (2015)

## Recueils de nouvelles
- Allegro amoroso (1993) (Prix Schiller 1994)
- Paradise Now (2003)
- Le Sourire de Mickey (2003)
- Tam-tam d'Éden (2010)
- Encore chéri ! (2013)

## Sources
- « Antonin Moeri », sur la base de données des personnalités vaudoises sur la plateforme « Patrinum » de la Bibliothèque cantonale et universitaire de Lausanne.
- Le Passe-muraille, 1995, no 22 décembre, p. 21 (Jean-Louis Kuffer)
- Le Passe-muraille, 1998, no 38 octobre, p. 6 (Alain Bagnoud).
- Moeri, Antonin
- Antonin Moeri
- A D S - Autorinnen und Autoren der Schweiz - Autrices et Auteurs de Suisse - Autrici ed Autori della Svizzera